# Steamhammer
Steamhammer (Eng. voor stoomhamer) was een Britse bluesrockband, die actief was van 1968 tot 1973.

## Geschiedenis
Martin Quittenton (gitaar) en Kieran White (zang, gitaar, mondharmonica) richtten in 1968 de band op, die verder bestond uit Martin Pugh (gitaar), Steve Davy (basgitaar) en Michael Rushton (drums). In het begin begeleidden ze Freddie King bij diens optredens in Engeland. CBS Records gaf in 1969 hun debuutalbum uit, met daarop bluesnummers van B.B. King en Eddie Boyd, maar ook door White, Quittenton en Pugh geschreven liedjes. Op dit album speelden Harold McNair (fluit) en Pete Sears (piano) als gastmuzikanten. Het album bracht weinig commercieel succes, maar de band werd een populaire liveact in West-Duitsland.
In de zomer van 1969 werden Quittenton en Rushton vervangen door Steve Jolliffe (saxofoon, fluit) en Mick Bradley (drums). De band nam vervolgens het album Mk II op, dat in 1969 werd uitgegeven. Door de komst van Jolliffe veranderde de muzikale stijl in de richting van jazz en progressieve rock. In 1970 nam hij afscheid van de groep.
De overige bandleden namen het album Mountains (1970) op. Naast een cover van het door Lionel Hampton geschreven "Riding on the L & N" stonden op dit album zeven zelfgeschreven liedjes. In 1971 verlieten White en Davy de band. Louis Cennamo (basgitaar) voegde zich bij de groep en met sessiezanger Gart Watt-Roy werd het album Speech opgenomen.
Bradley overleed op 8 februari 1972 aan de gevolgen van leukemie. Op 14 maart dat jaar werd een herdenkingsconcert gegeven in de Marquee Club te Londen, met optredens van onder meer Atomic Rooster, Beggars Opera, If en Gringo. John Lingwood (drums) en voormalig Clouds-zanger Ian Ellis. In de nieuwe bezetting trad Steamhammer op 3 mei 1972 voor het eerst op in het Imperial College London, gevolgd door een toer op het Europese vasteland. In juni 1972 toerden ze door het Verenigd Koninkrijk met de Amerikaanse zanger-gitarist Bruce Michael Paine in plaats van Ellis. Het laatste Steamhammer-album, getiteld Speech (1972), werd geproduceerd door Keith Relf.
Vanaf juni 1973 trad de band op onder de naam Axis en Quittenton voegde zich weer bij de groep. De band ging echter uiteen aan het eind van 1973. Relf vormde in het najaar van 1974 met Cennamo en Pugh de band Armageddon.

## Discografie

### Albums
- Steamhammer (1969)
- Mk II (1969)
- Mountains (1970)
- Speech (1972)

### Singles
- "Junior's Wailing" (single-versie) / "Windmill" (1969)
- "Autumn Song" / "Blues For Passing People" (1969)
- "Mountains" / "I Wouldn't Have Thought" (1971)